# 合头草
合头草（学名：Sympegma regelii）是苋科合头草属的植物。分布于哈萨克斯坦、蒙古以及中国大陆的甘肃、青海、新疆、宁夏等地，生长于海拔1,000米至3,600米的地区，多生于干山坡、冲积扇、轻盐碱化的荒漠或沟沿，目前尚未由人工引种栽培。

## 别名
黑柴（西北土名）